# 1945 في الفلبين
فيما يلي قوائم الأحداث التي وقعت خلال عام 1945 في الفلبين.

## سياسة

### تعيين في المنصب
- 9 يوليو – البيديو كويرينو عضو مجلس الشيوخ الفلبيني ‏، President pro tempore of the Senate of the Philippines [الإنجليزية]‏.
- 9 يوليو – مانويل روكساس رئيس مجلس الشيوخ في الفلبين [الإنجليزية]‏، عضو مجلس الشيوخ الفلبيني ‏.

### انتهاء فترة المنصب
- 17 أغسطس – خوسي لوريل رئيس الفلبين.

## مواليد

### يناير
- 1 يناير – تيد مارسيلينو سياسي كندي.
- 7 يناير – سالبادور بيرنال

### مارس
- 1 يناير – تيد مارسيلينو سياسي كندي.
- 17 مارس – انجيلو رييس سياسي فلبيني.
- 28 مارس – رودريغو دوتيرتي سياسي فلبيني.[1]

### يونيو
- 15 يونيو – ميريام ديفينسور سانتياغو سياسية فلبينية.

### يوليو
- 14 يوليو – جون بابا لاعب كرة سلة فلبيني.

### نوفمبر
- 11 نوفمبر – والدن بيلو سياسي فلبيني.
- 28 نوفمبر – فرانكلين دريلون

### ديسمبر
- 18 ديسمبر – ريناتو دياز اقتصادي فلبيني.

## وفيات

### يناير
- 6 يناير – جورج فلمنج ديفيس (مواليد 1911) ضابط من الولايات المتحدة الأمريكية.[2]
- 15 يناير – بيدرو عباد سانتوس (مواليد 1876) سياسي فلبيني.

### مارس
- 8 مارس – ماريانو ماركوس (مواليد 1897)

### أغسطس
- 29 أغسطس – باولينو سانتوس (مواليد 1890) عسكري فلبيني.